# خوان كاستيلو (لاعب كرة قدم أمريكية)
خوان كاستيلو (بالإنجليزية: Juan Castillo)‏ هو لاعب كرة قدم أمريكية أمريكي، ولد في 8 أكتوبر 1959 في بورت إيزابيل في الولايات المتحدة.